# Episodi di Squadra Speciale Vienna (quattordicesima stagione)
La quattordicesima stagione della serie televisiva Squadra Speciale Vienna è stata trasmessa in anteprima in Austria dalla ORF tra il 13 novembre 2018 e il 16 aprile 2019.
| nº | Titolo originale             | Titolo italiano | Prima TV Austria | Prima TV Italia |
| -- | ---------------------------- | --------------- | ---------------- | --------------- |
| 1  | Die Wahrheit stirbt zuerst   |                 | 13 novembre 2018 |                 |
| 2  | Stimmen                      |                 | 20 novembre 2018 |                 |
| 3  | Tod im Taxi                  |                 | 27 novembre 2018 |                 |
| 4  | Alte Indianer                |                 | 4 dicembre 2018  |                 |
| 5  | Bis aufs Blut                |                 | 11 dicembre 2018 |                 |
| 6  | Ein Akt der Gewalt           |                 | 22 gennaio 2019  |                 |
| 7  | Die Todesliste               |                 | 5 febbraio 2019  |                 |
| 8  | Die Entführung des Markus P. |                 | 12 febbraio 2019 |                 |
| 9  | Der Geist                    |                 | 19 febbraio 2019 |                 |
| 10 | Ritterschlag                 |                 | 26 febbraio 2019 |                 |
| 11 | Hausfreunde                  |                 | 12 marzo 2019    |                 |
| 12 | Entfesselt                   |                 | 19 marzo 2019    |                 |
| 13 | Im Paradies                  |                 | 26 marzo 2019    |                 |
| 14 | Liebesdienst                 |                 | 2 aprile 2019    |                 |
| 15 | Auf der Flucht               |                 | 9 aprile 2019    |                 |
| 16 | Dünne Luft                   |                 | 16 aprile 2019   |                 |